# Long Couloir
 (mars 2025).

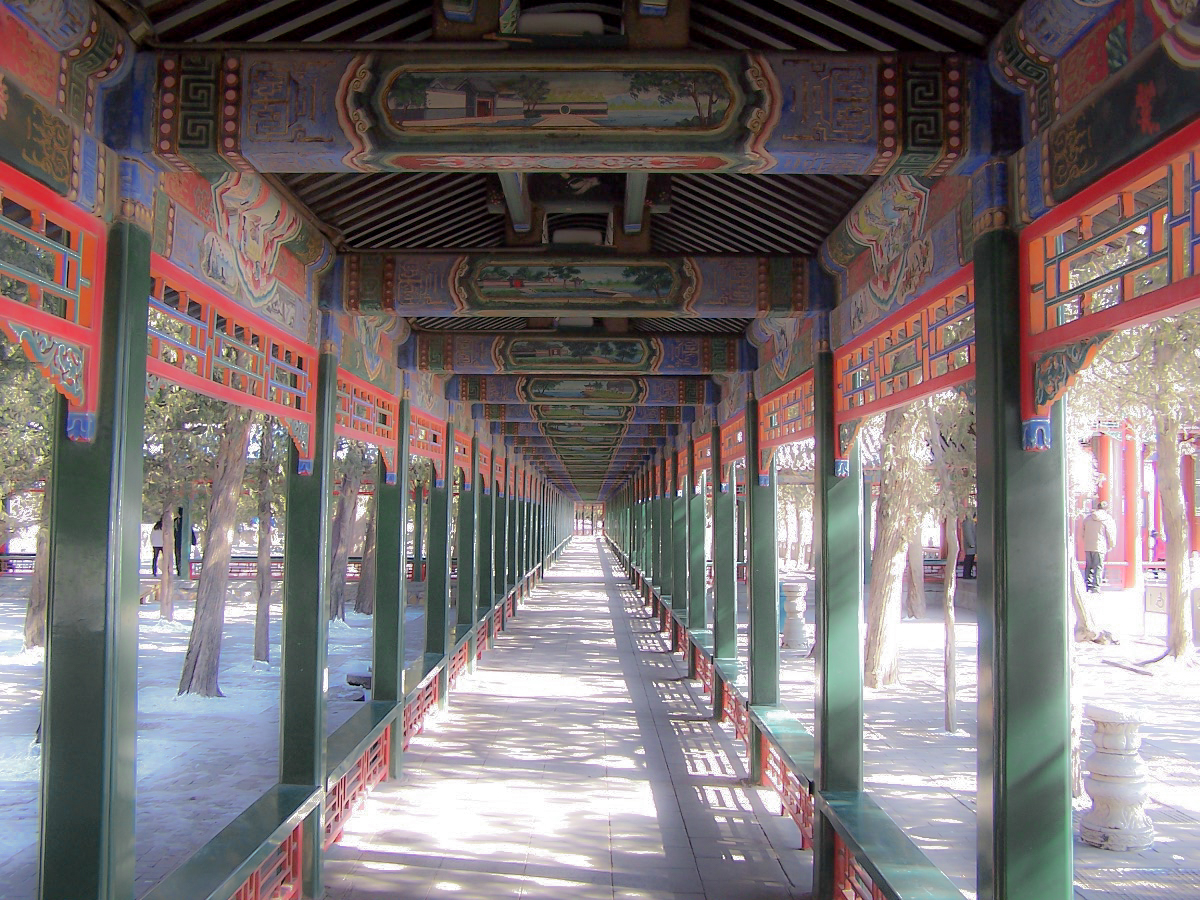
Le Long Couloir.

Le Long Couloir (chinois simplifié : 长廊 ; chinois traditionnel : 長廊 ; pinyin : Cháng Láng) est un corridor couvert du Palais d'Été de Pékin. Construit au milieu du XVIIIe siècle, il est célèbre pour sa longueur de 728 mètres et ses nombreuses peintures intérieures, plus de 14 000, qui s'inspirent d'œuvres littéraires ou d'évènements légendaires ou historiques.

## Histoire
Le Long Couloir est construit pour la première fois en 1750, lorsque l'empereur Qianlong ordonne des travaux pour transformer la zone en jardin impérial. Il a pour but de permettre à la mère de l'empereur de pouvoir se promener dans les jardins à l'abri des intempéries. Comme une grande partie du Palais d'Été, le Long Couloir est gravement endommagé en octobre 1860 lors du pillage du corps expéditionnaire franco-anglais pendant la seconde guerre de l'opium. Il est reconstruit en 1886. Faisant partie du Palais d'été, il est inscrit sur la liste du patrimoine mondial de l'UNESCO en décembre 1998.

## Description
Le Long Couloir relie la Porte invitant la lune (Yao Yue Men) à l'est et la rive nord du lac de Kunming à l'ouest. Sur toute sa longueur, il respecte la zone de transition entre la rive du lac et le pied de la colline de la Longévité, qui se trouve de l'autre côté du couloir. Le pavillon du Bâteau de marbre (en) est au bord du lac près de l'extrémité ouest du couloir. La section centrale du Long Couloir vire vers le sud autour du complexe des bâtiments centraux du côté du lac de la colline de la Longévité. La salle principale de ce complexe est la Salle de dissipation des nuages (Pai Yun Dian), où l'impératrice douairière Cixi avait l'habitude de fêter son anniversaire. Le Long Couloir traverse la Porte de dissipation des nuages (Pai Yun Men) qui marque le centre du couloir. La Porte est un monument à part entière et est décorée de nombreuses peintures.
La longueur totale du Long Couloir est de 728 mètres, divisés en 273 sections séparées par des poutres transversales sur le plafond. Le long de son parcours, il y a quatre pavillons octogonaux à double avant-toit, deux de chaque côté de la Porte de dissipation des nuages. Les pavillons symbolisent les quatre saisons (printemps, été, automne, hiver) et sont nommés (d'est en ouest) : Liu Jia (留佳, « conserver la bonté »), Ji Lan (寄澜, « vivre avec les ondulations »), Qiu Shui (秋水, « eau d'automne »), et Qing Yao (清遥, « clair et lointain »). À mi-chemin entre les deux pavillons de chaque côté de la Porte de dissipation des nuages, les pavillons situés au bord du lac sont accessibles par une courte extension vers le sud du Long Couloir : le pavillon du bateau face à la mouette (Dui Ou Fang) à l'est et le pavillon des poissons et des algues (Yu Zao Xuan) à l'ouest. Dans cette partie, on trouve également une extension vers le nord, en face du pavillon des poissons et des algues, qui mène à une tour d'observation octogonale de trois étages.

## Galerie

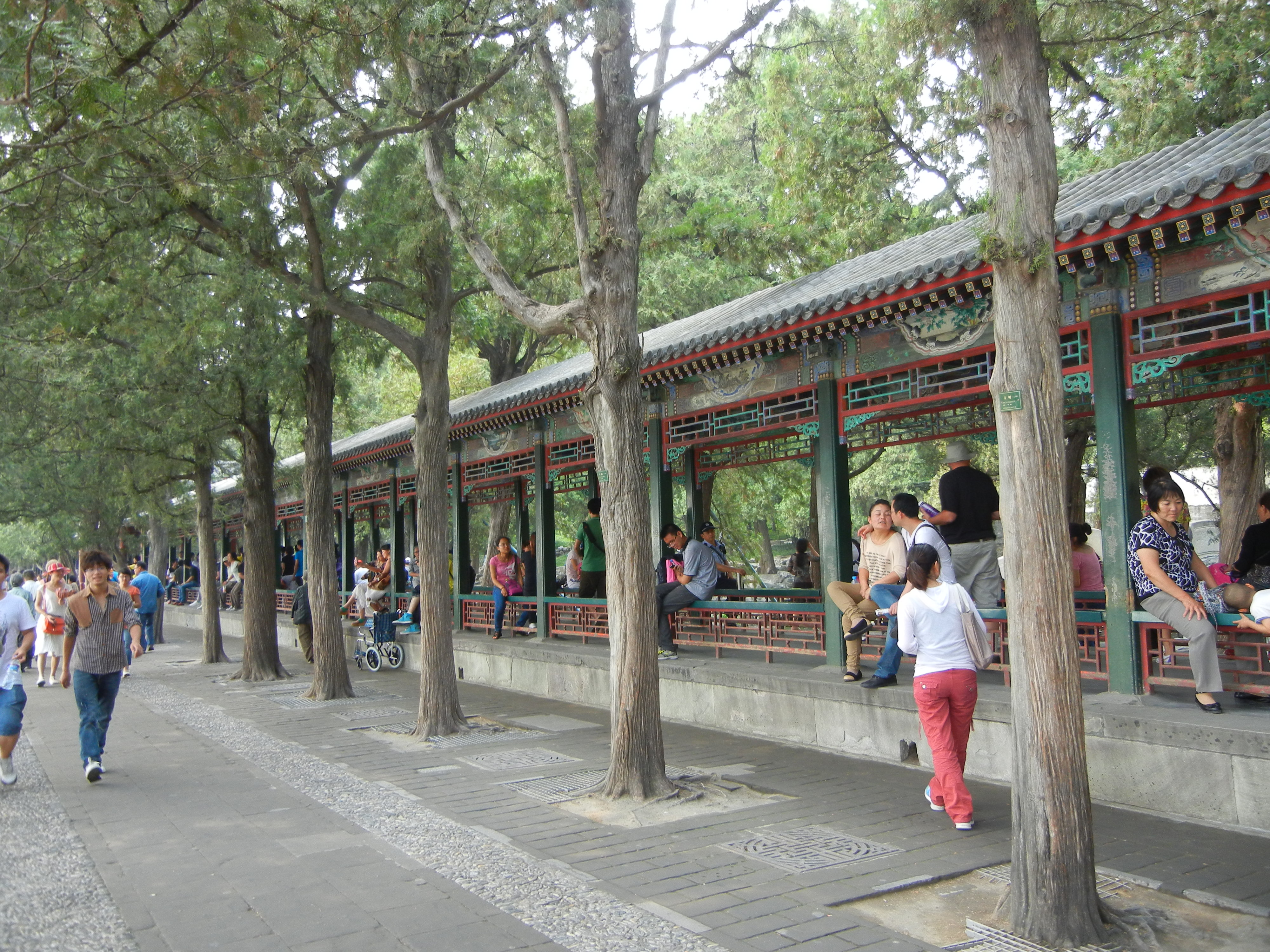
Extérieur du Long Couloir
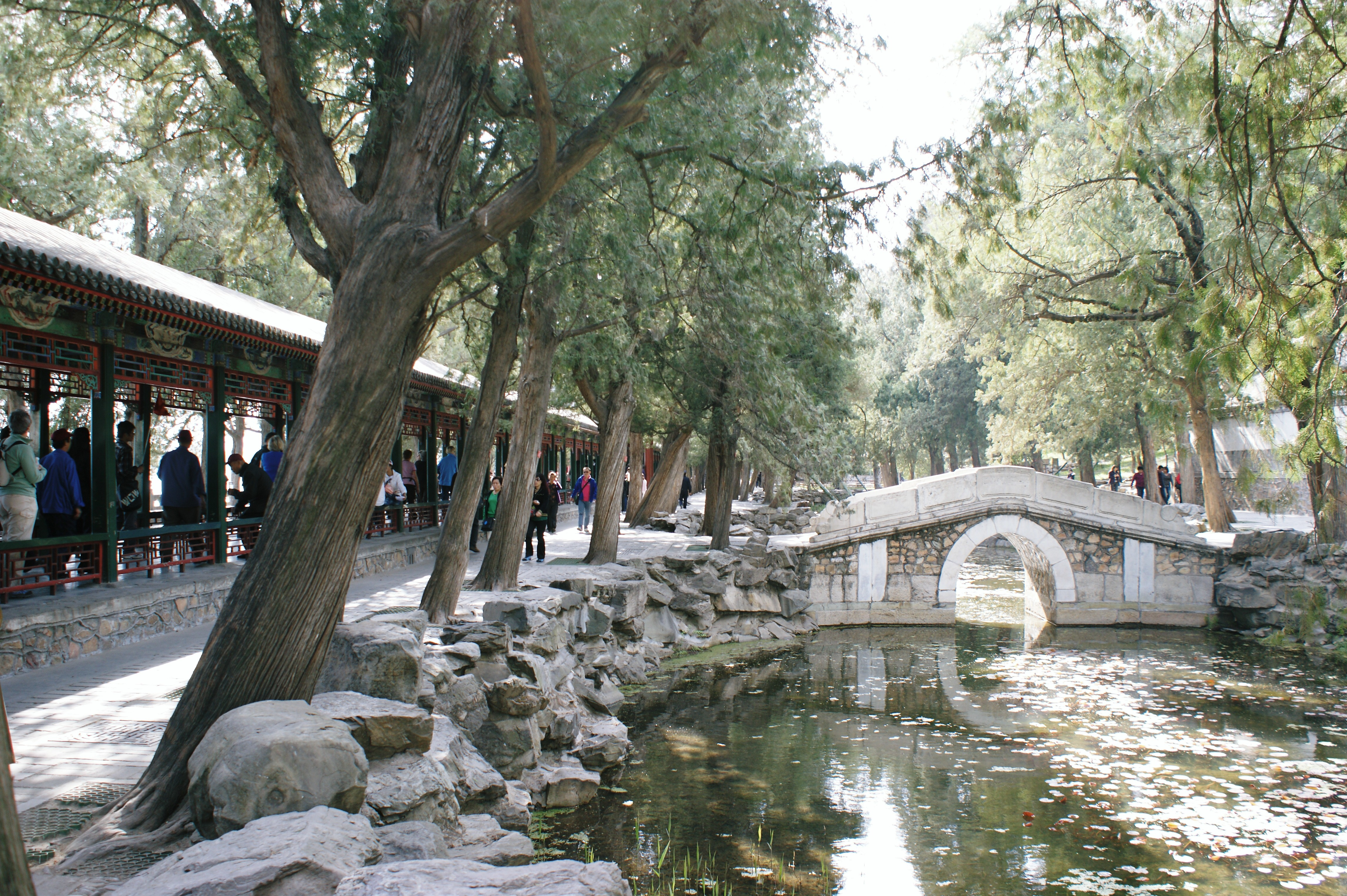
Environnement du Long Couloir
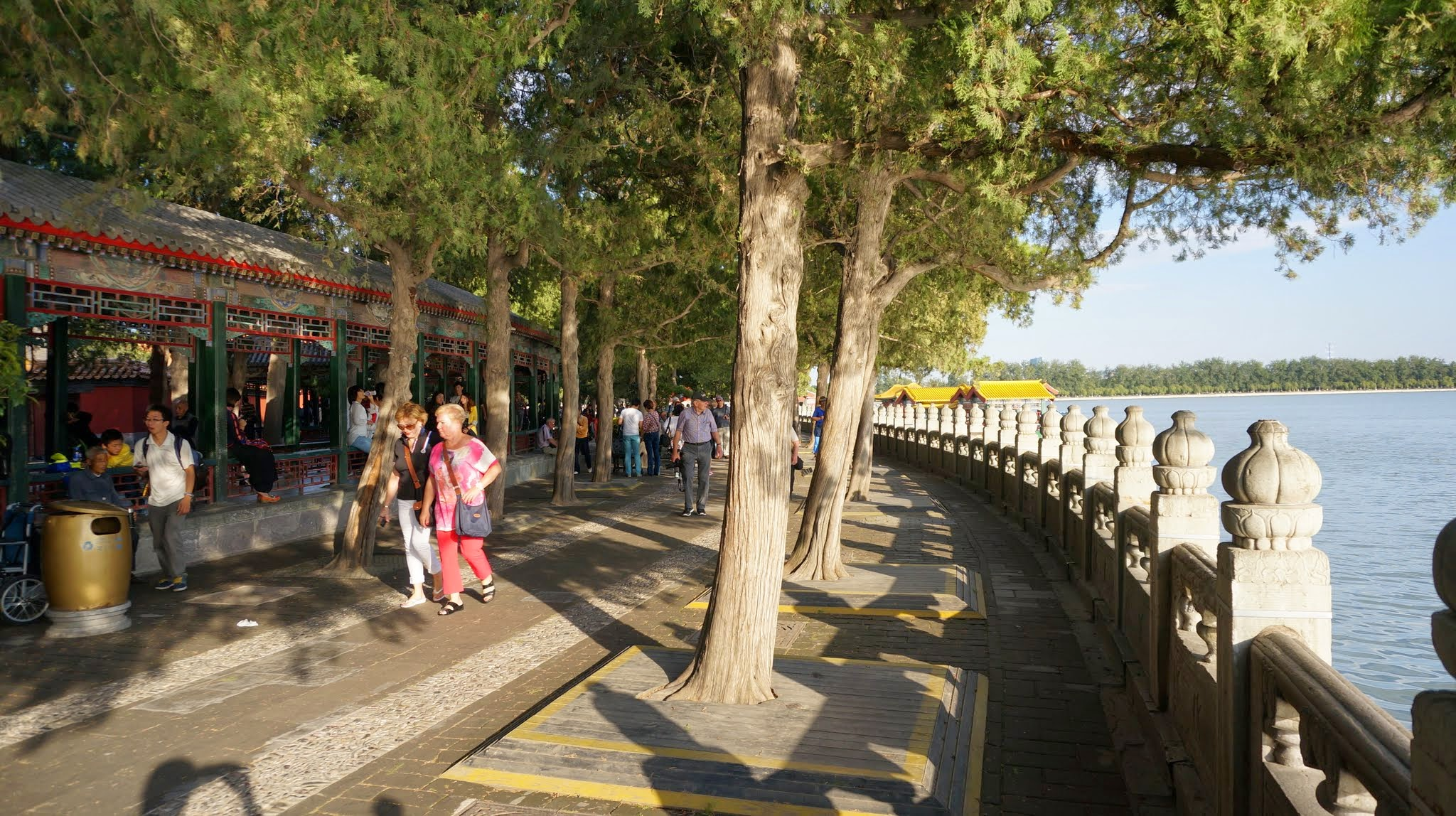
Environnement du Long Couloir avec le lac de Kunming
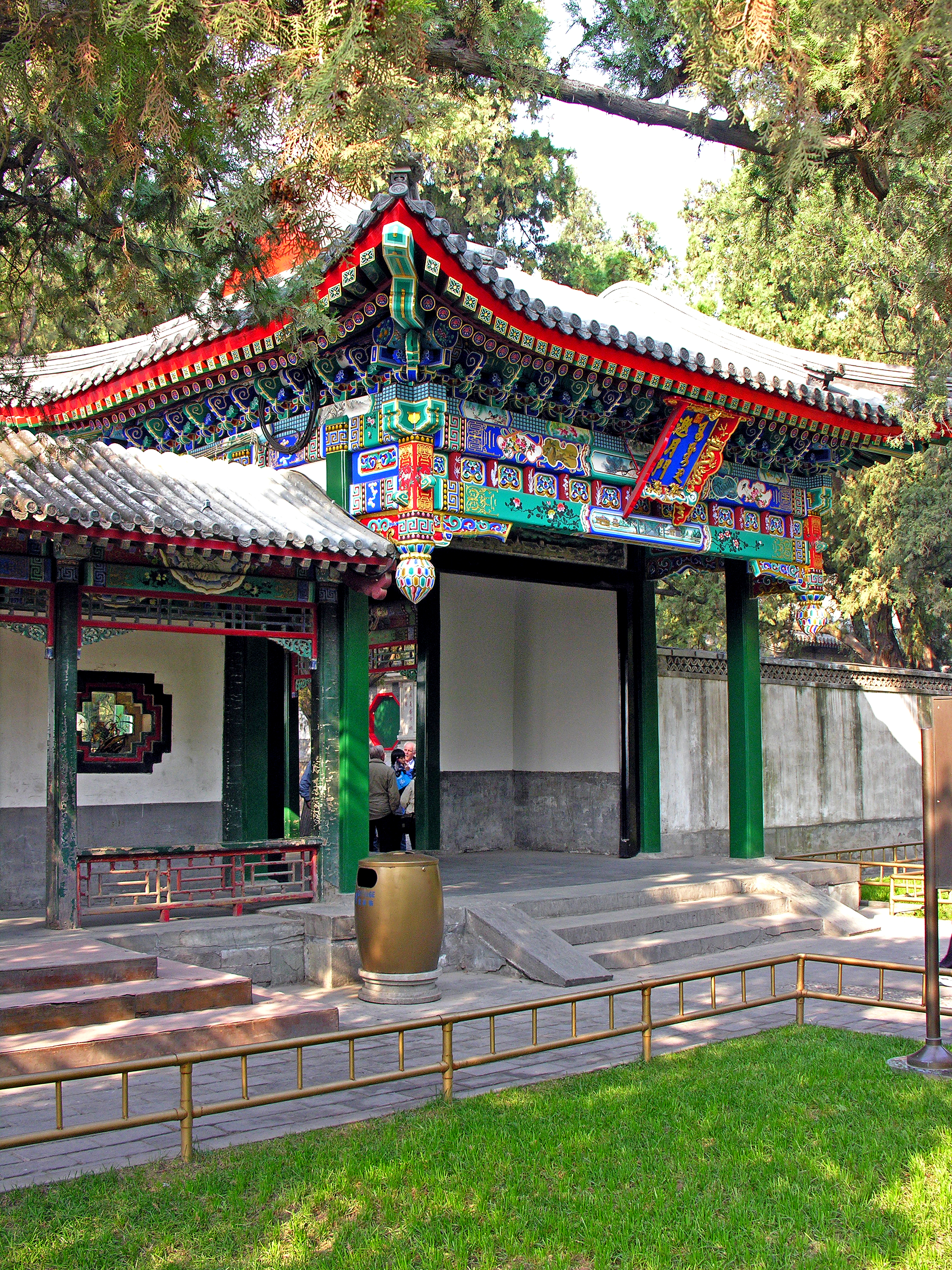
Entrée Est du Long Couloir : la Porte invitant la lune
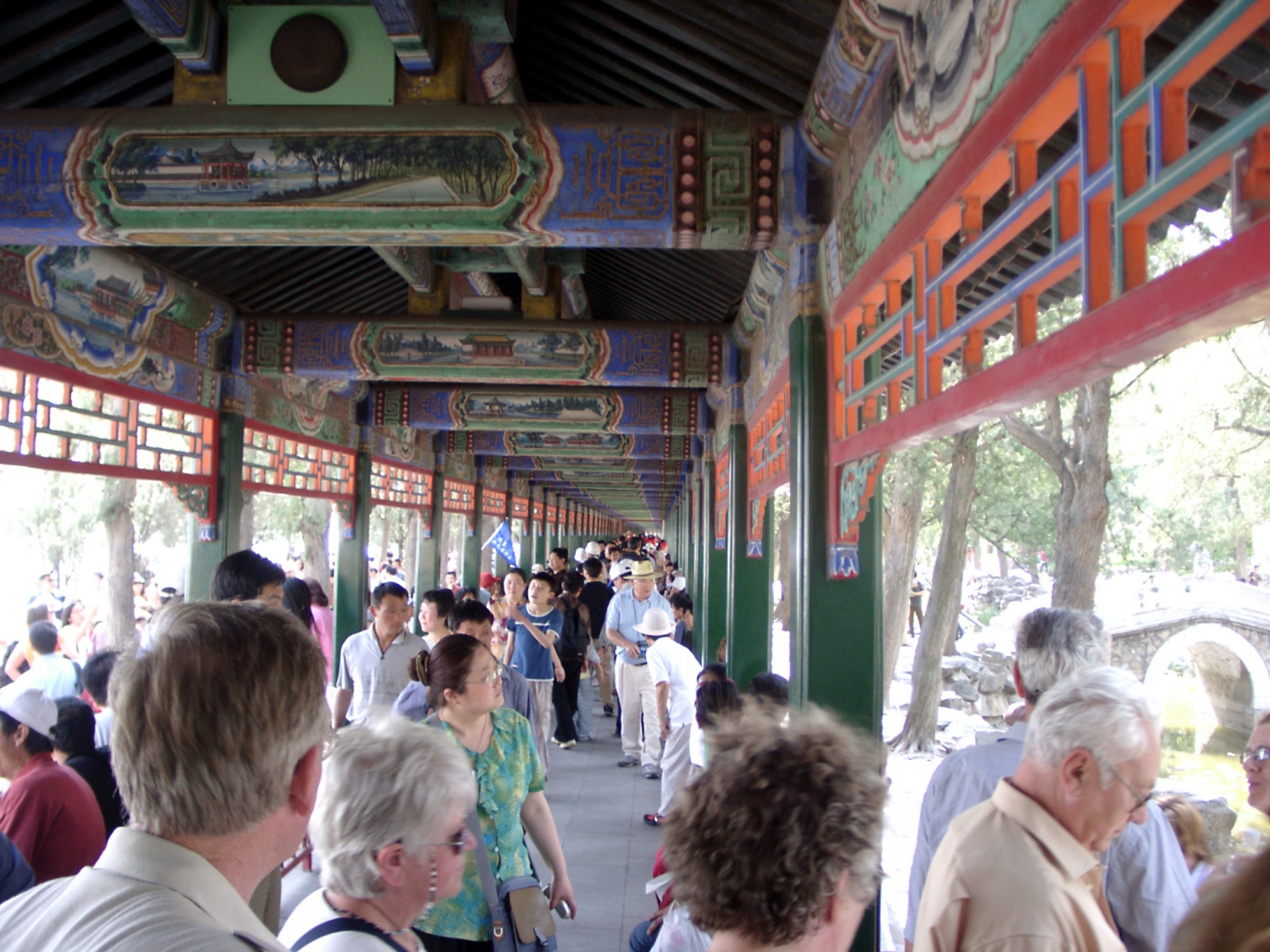
Le Long Couloir est une destination touristique importante
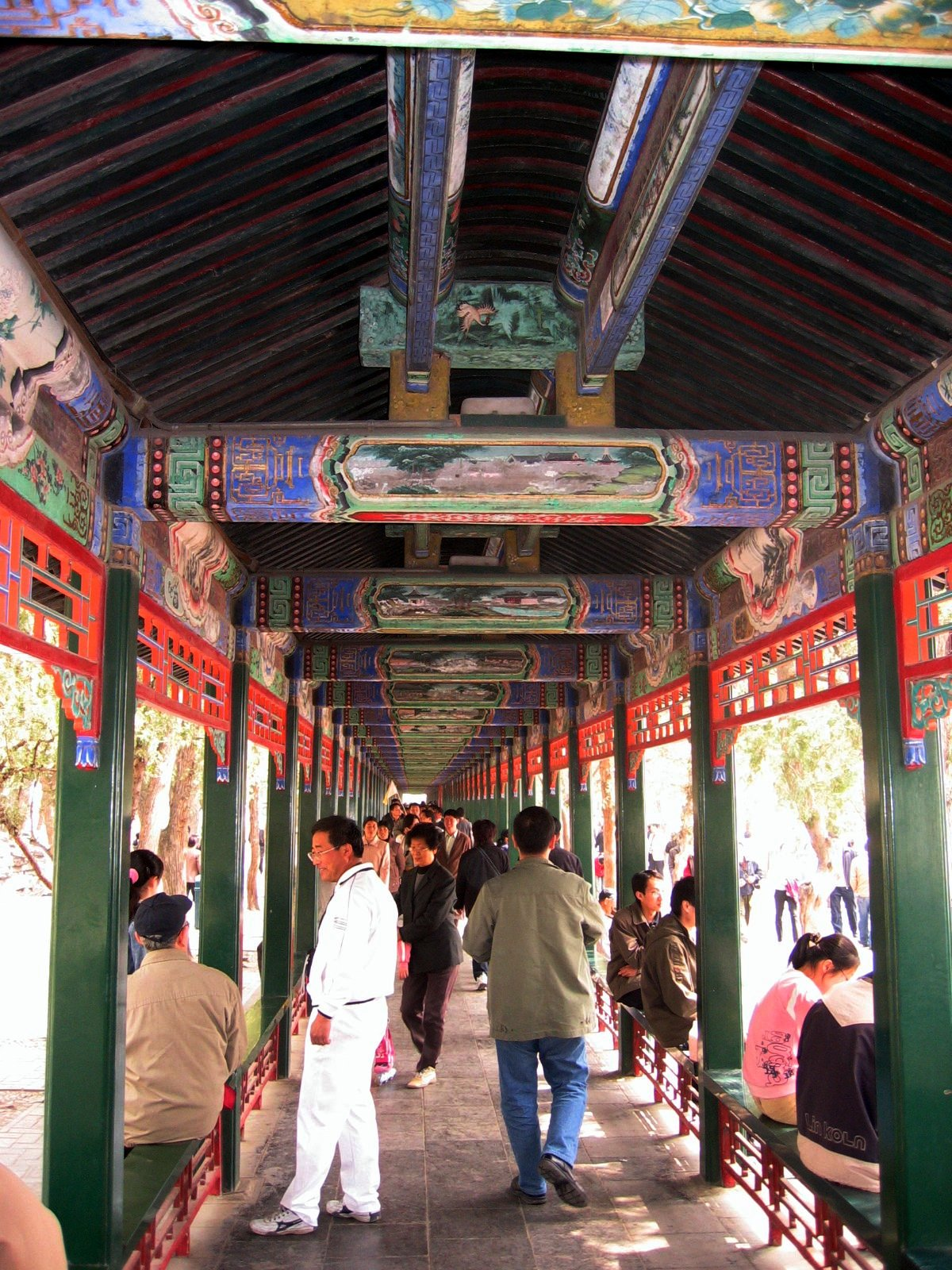
Les poutres supérieures le divisent en 273 sections
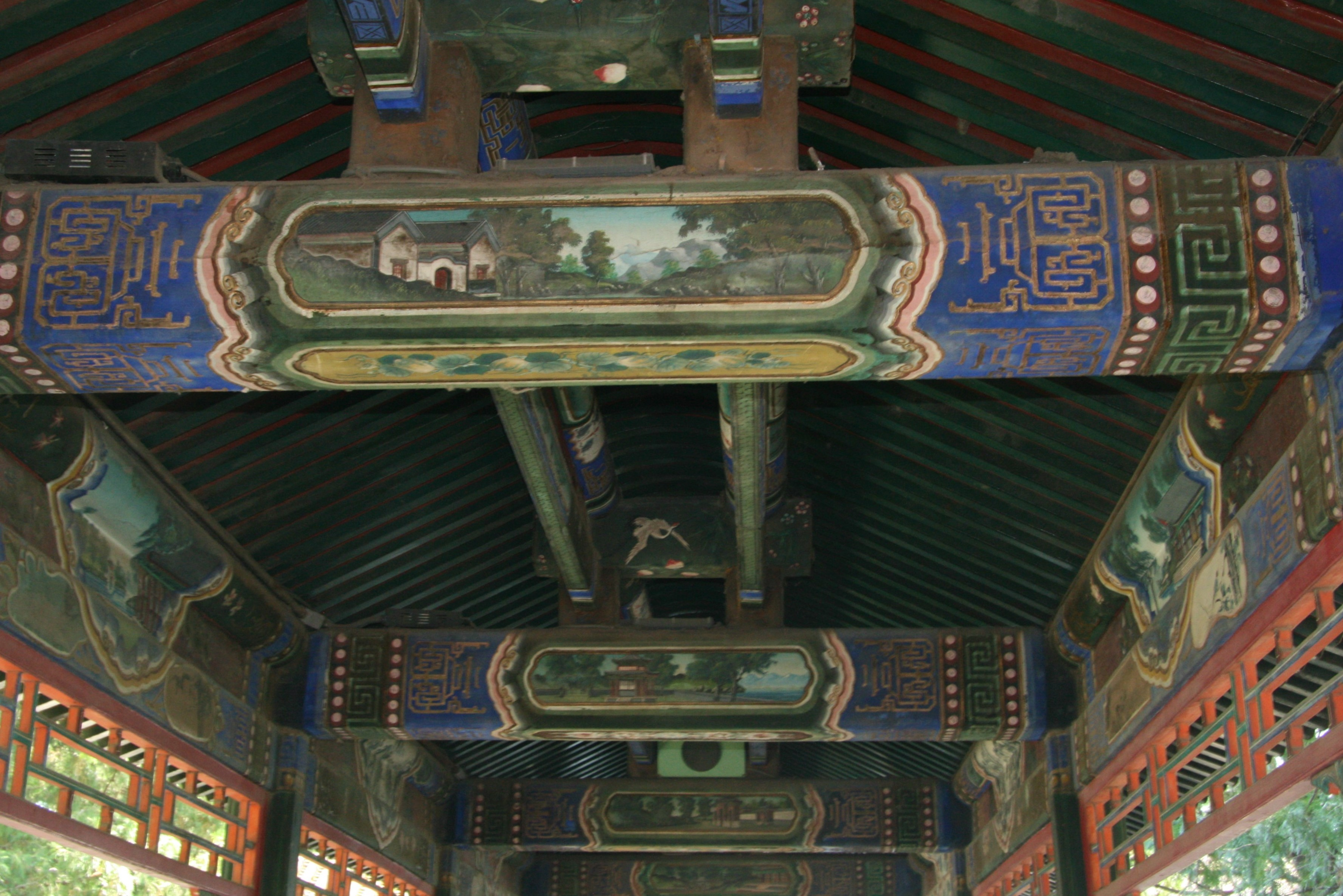
Gros plan sur les poutres supérieures
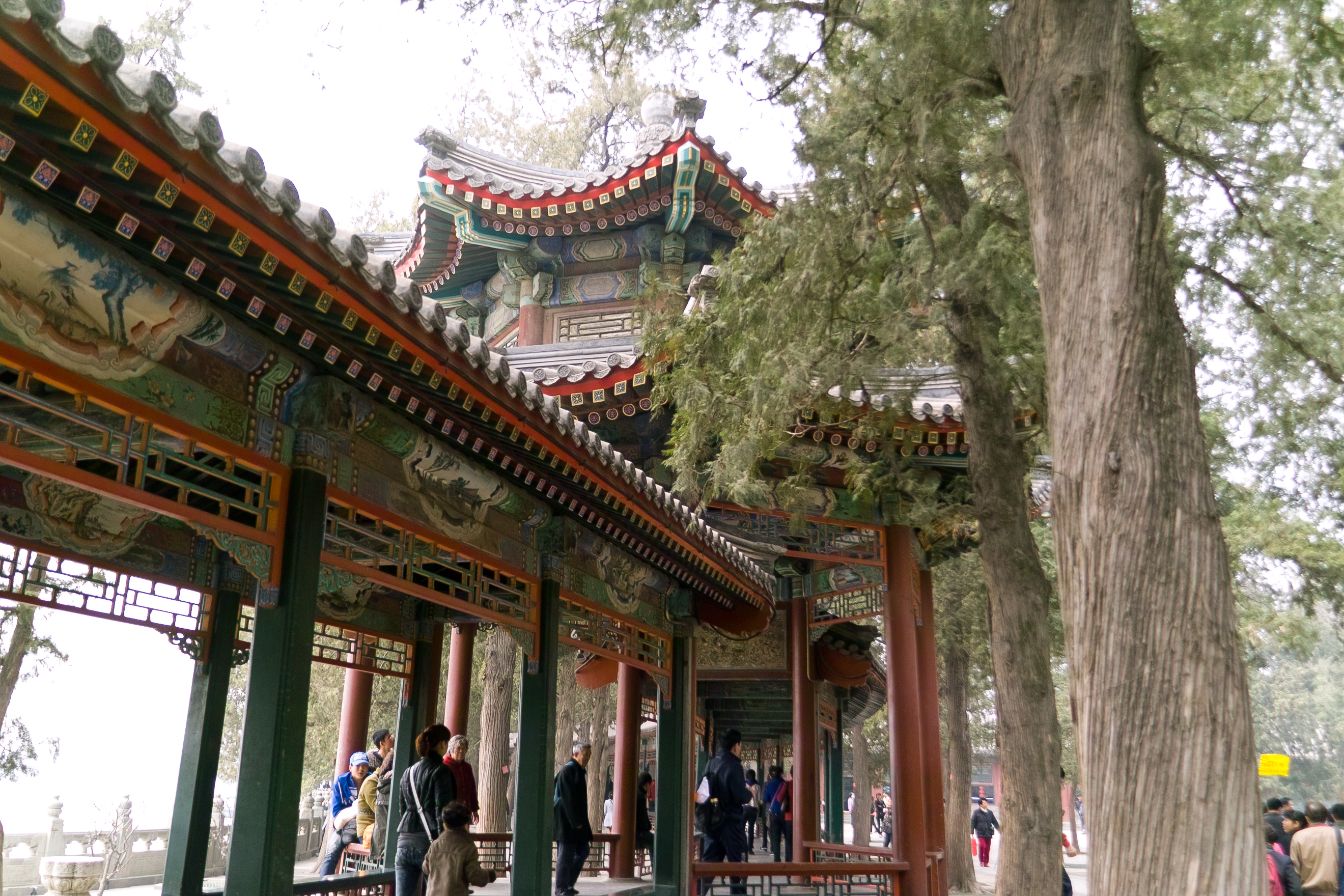
L'un des quatre pavillons sur le tracé du Long Couloir
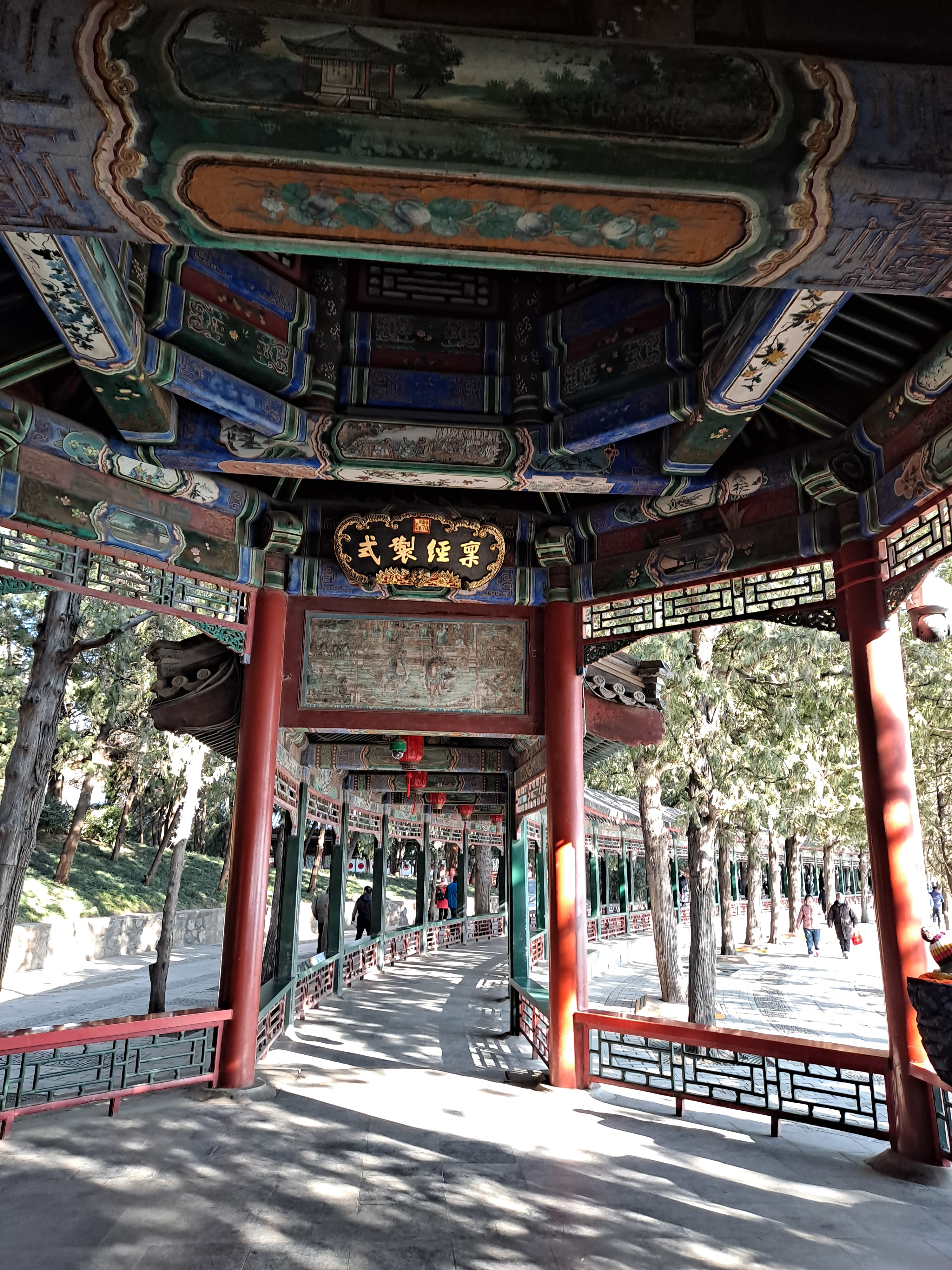
Intérieur d'un des pavillons
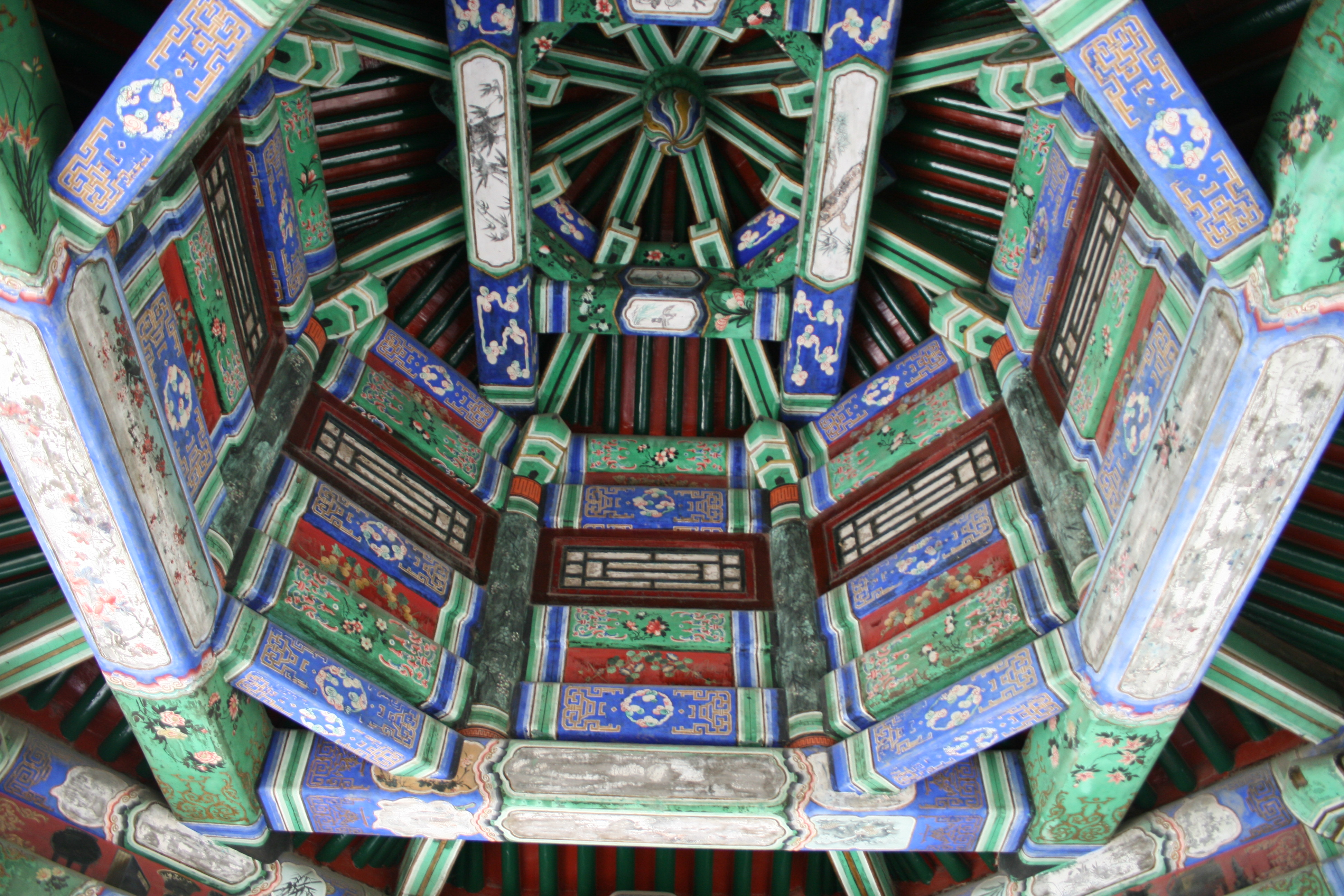
Plafond d'un pavillon
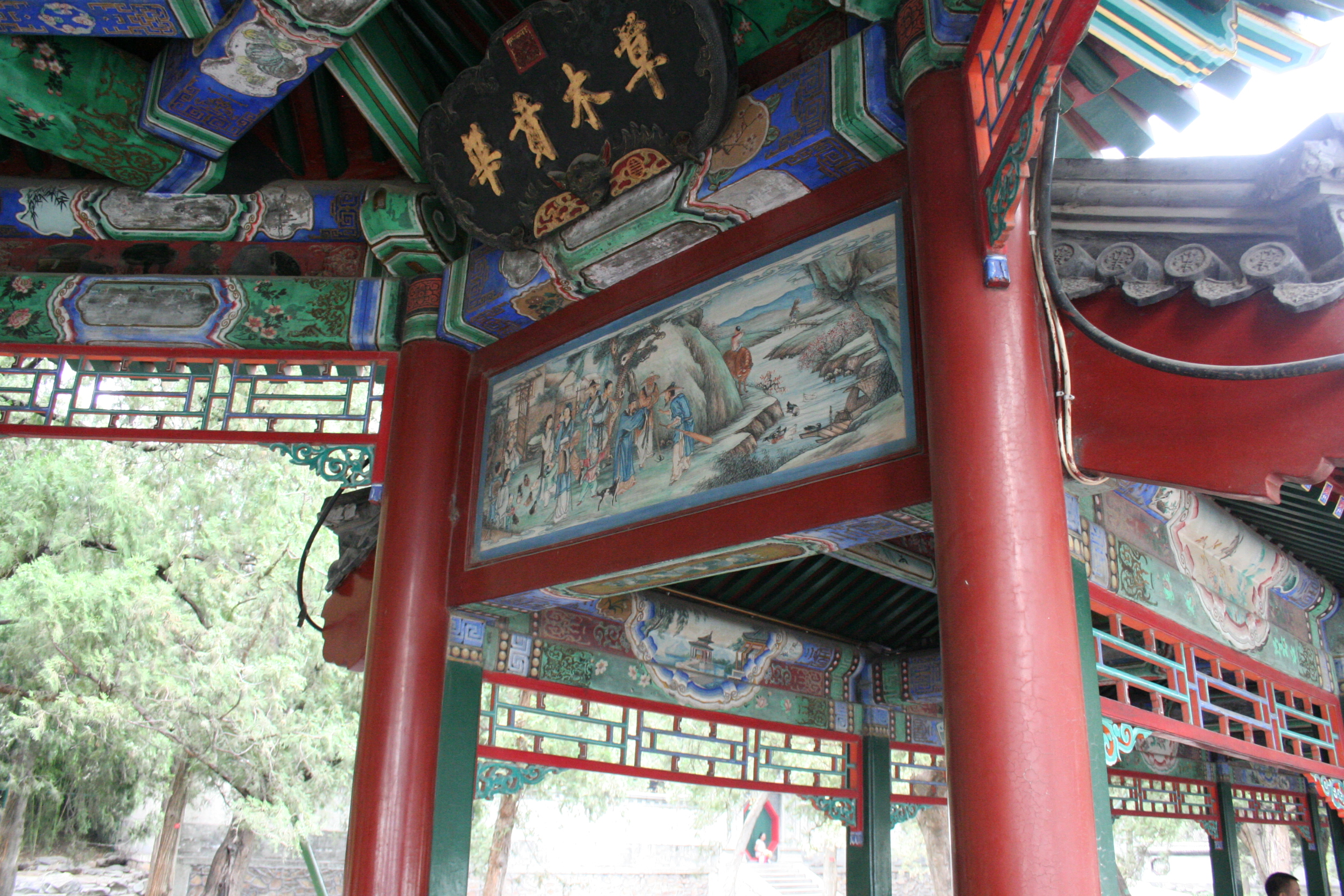
Décoration d'un pavillon
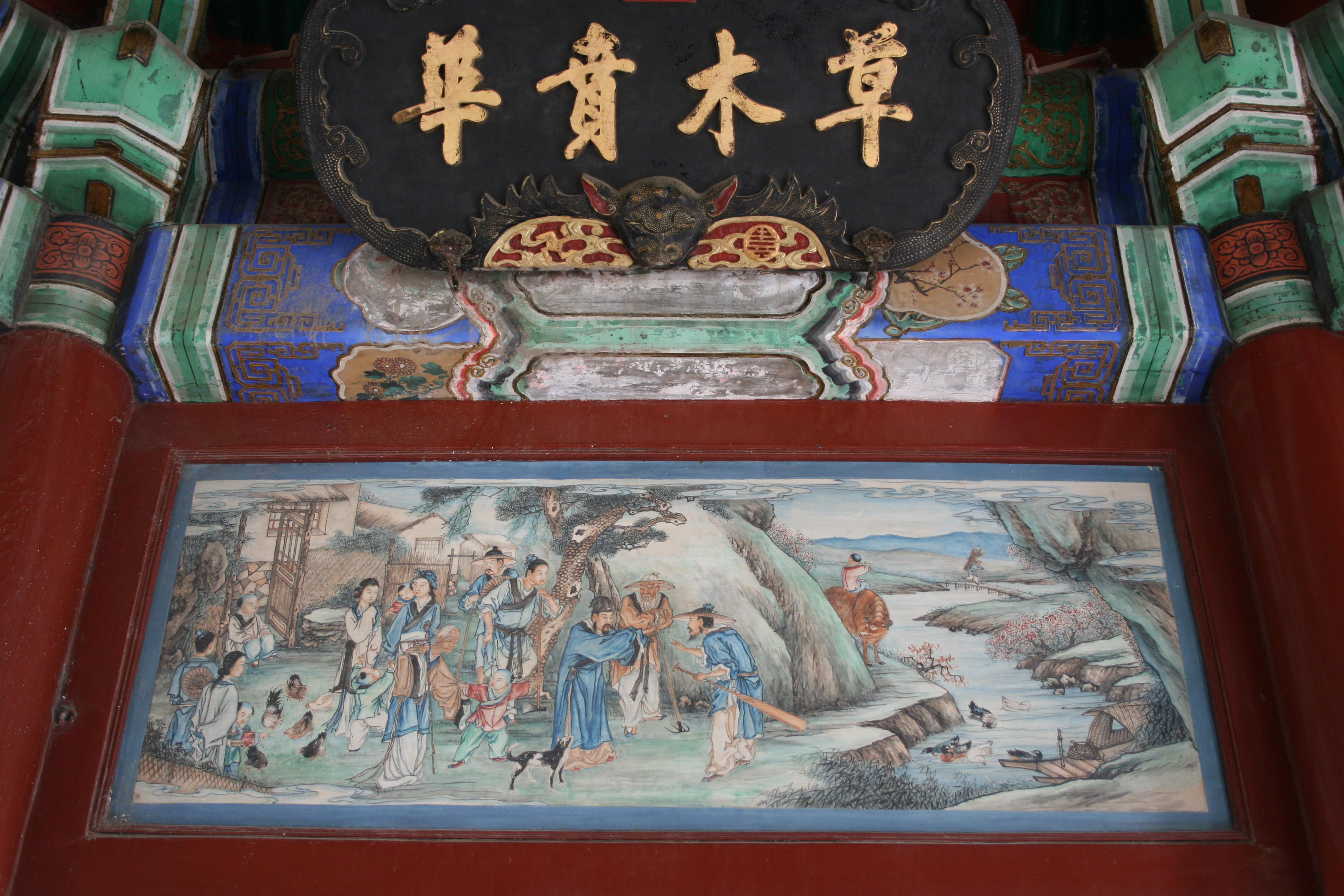
La Source aux fleurs de pêcher
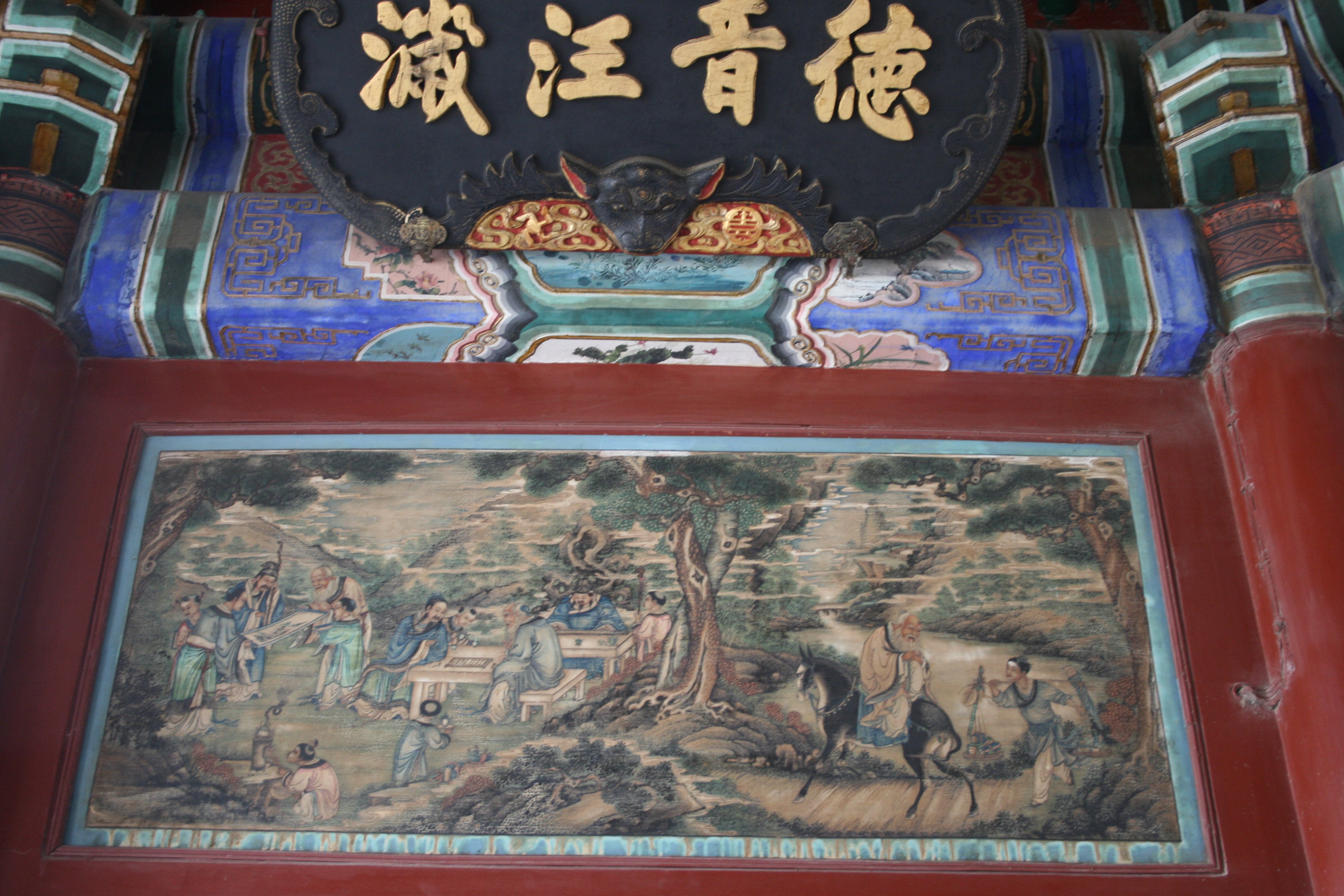
Les Sept Sages de la forêt de bambous
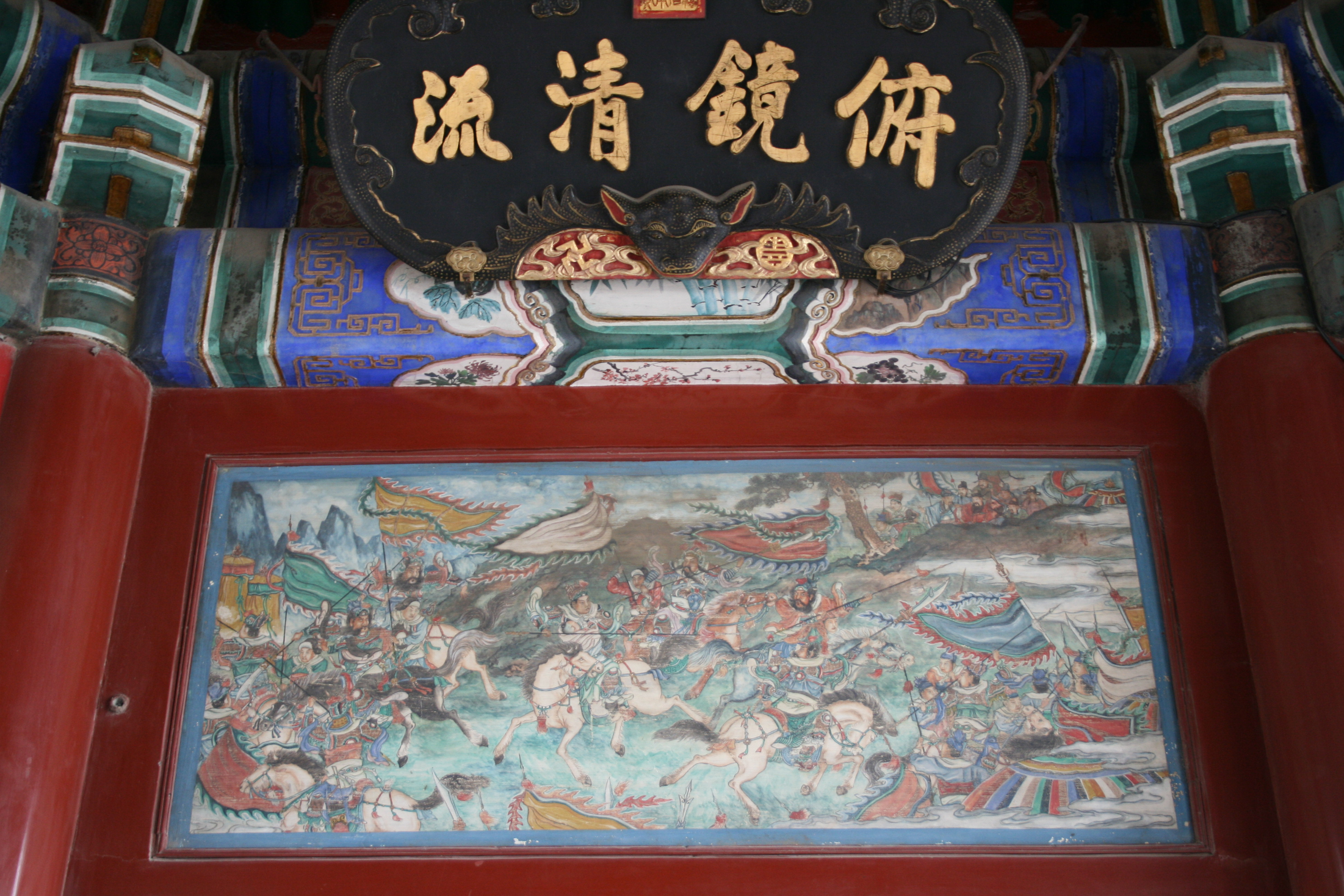
Le Combat de Zhao Yun à Changban
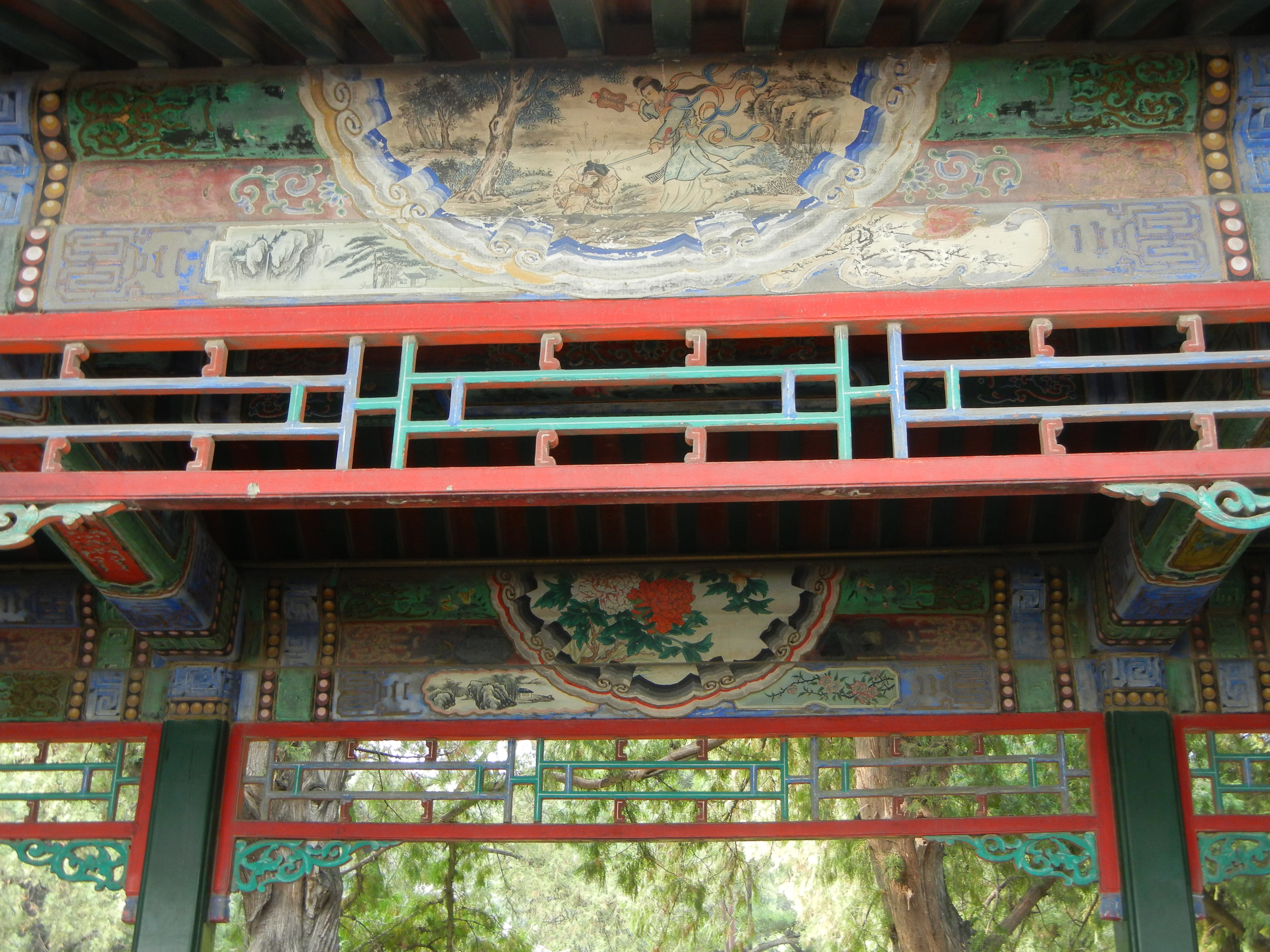
La Pérégrination vers l'Ouest : Sun Wukong contre la princesse à l'éventail de fer
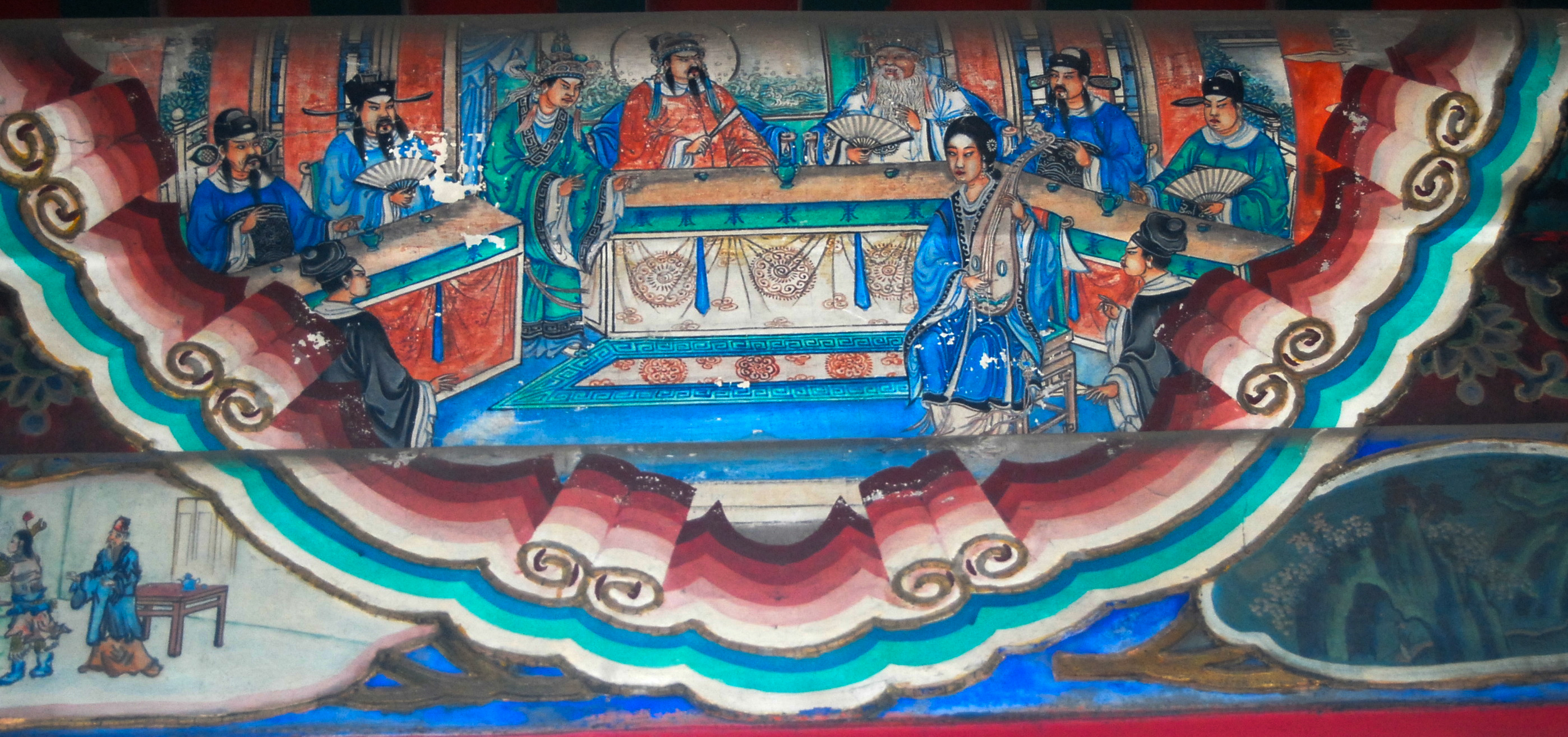
L'opéra du Qin Xiang Lian
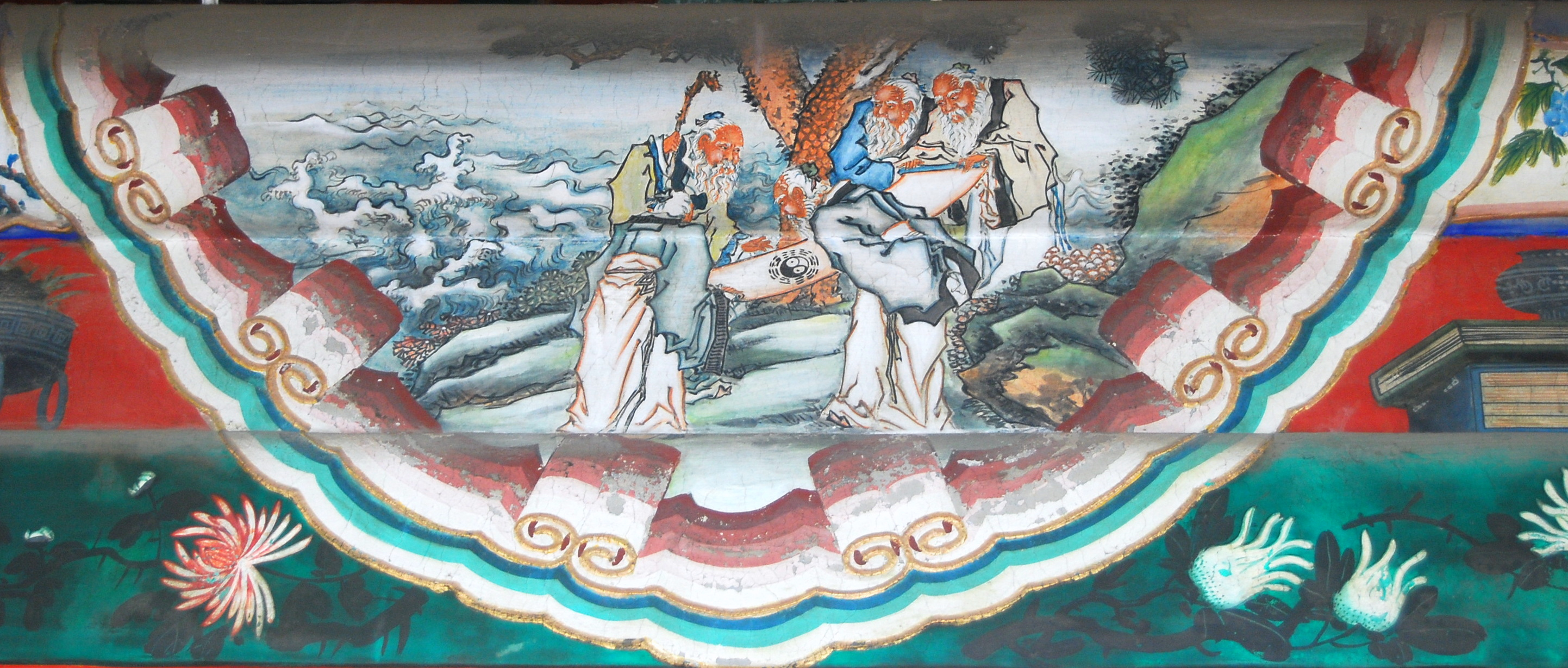
Les Cinq Anciens
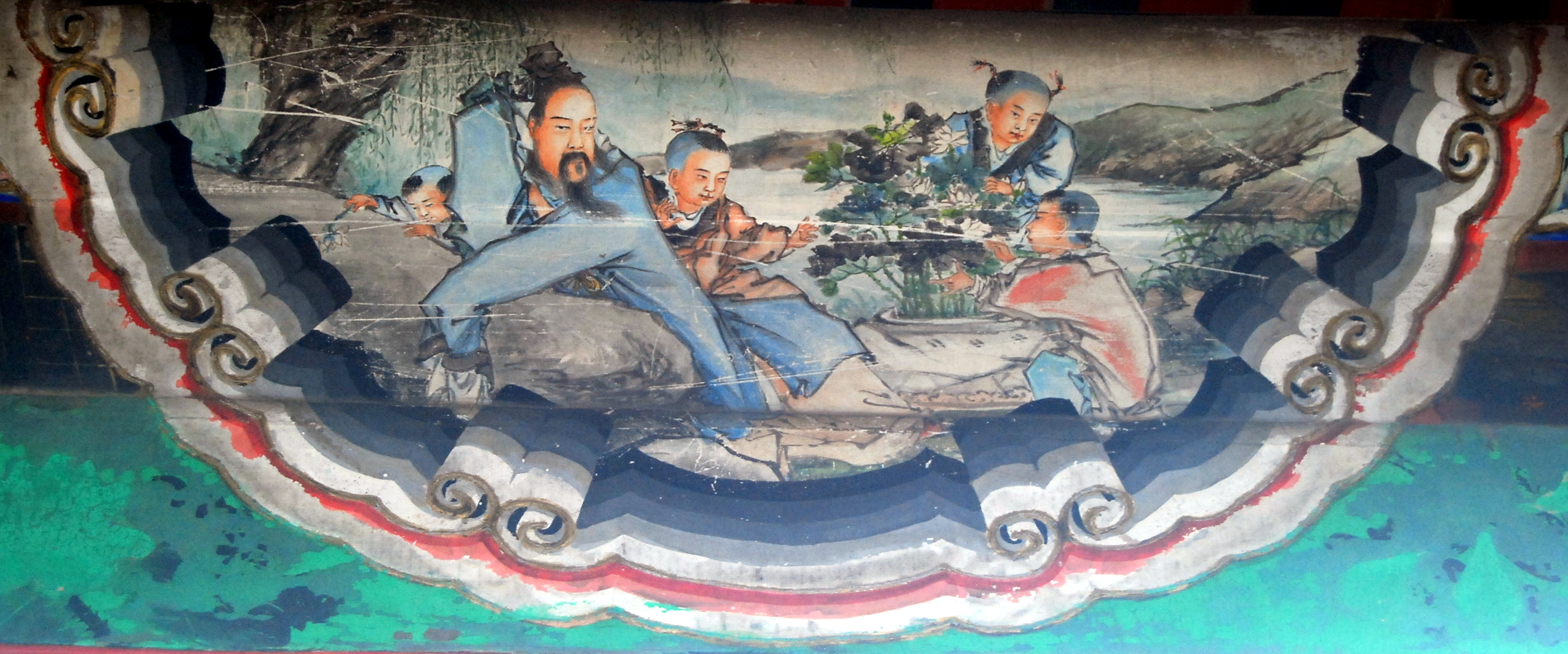
L'Éloge du lotus par Zhou Dunyi